# Jamie Lee Curtis
Jamie Lee Curtis (Santa Mônica, 22 de novembro de 1958) é uma atriz, produtora, autora infantil e ativista norte-americana. Conhecida por suas atuações no cinema e na televisão, ela é uma das atrizes mais prolíficas dos gêneros terror e slasher, sendo considerada a "rainha do grito" e a "final girl". Curtis recebeu vários prêmios, incluindo um Oscar, um Emmy, um BAFTA, dois Globos de Ouro e dois Screen Actors Guild, bem como uma indicação ao Grammy. Curtis também recebeu uma estrela na Calçada da Fama de Hollywood em 1998, e em 2024, recebeu um "Disney Legends Awards".
Curtis ganhou fama no cinema interpretando Laurie Strode no filme de terror Halloween (1978), o primeiro filme da franquia Halloween, que a estabeleceu como uma rainha do grito e a levou a uma série de papéis em outros filmes de terror como The Fog, Prom Night, Terror Train (todos em 1980) e Roadgames (1981). Ela reprisou o papel de Laurie em cinco sequências, incluindo Halloween II (1981), Halloween H20: 20 Years Later (1998), Halloween: Resurrection (2002), Halloween (2018), Halloween Kills (2021) e Halloween Ends (2022).
Curtis rambém ganhou destaque em filmes de comédia, como Trading Places (1983), pela qual ganhou o BAFTA de melhor atriz coadjuvante, A Fish Called Wanda (1988), pelo qual recebeu uma indicação ao BAFTA de melhor atriz, e Freaky Friday (2003), que lhe rendeu uma indicação ao Globo de Ouro. Seu papel no filme Perfect (1985) rendeu-lhe a reputação de símbolo sexual. Ela ganhou um Globo de Ouro e um Prêmio Saturno, por sua interpretação como Helen Tasker no filme True Lies (1994). Em 1998, ela recebeu uma indicação ao Prêmio Emmy por sua atuação no telefilme Nicholas' Gift. Seus outros papéis notáveis no cinema incluem Blue Steel (1990), My Girl (1991), Forever Young (1992), Mother's Boys (1993), Virus (1999), The Tailor of Panama (2001), Christmas with the Kranks (2004), Beverly Hills Chihuahua (2008), You Again (2010), Veronica Mars (2014) e Knives Out (2019). Em 2023, recebeu elogios da crítica por sua atuação em Everything Everywhere All At Once, que lhe rendeu a primeira indicação ao Oscar — e vitória — de sua carreira, na categoria de Melhor Atriz Coadjuvante.
Curtis recebeu um Globo de Ouro por sua interpretação como Hannah Miller na série Anything But Love (1989–1992). Ela também atuou como Cathy Munsch na série de humor ácido Scream Queens (2015–2016), pela qual recebeu sua sétima nomeação para o Globo de Ouro. Ela escreveu inúmeros livros infantis, tais como Today I Feel Silly, and Other Moods That Make My Day lançando em 1989, fazendo parte da lista de best-seller do The New York Times. Ela também foi blogueira do site HuffPost, de 2011 a 2017.

## Biografia
Jamie Lee Curtis nasceu em Santa Monica, Califórnia, em 22 de novembro de 1958, filha dos atores Tony Curtis (1925–2010) e Janet Leigh (1927–2004). Ela tem uma irmã mais velha, a também atriz Kelly Curtis (nascida em 1956), e quatro meio irmãos dos casamentos posteriores de seu pai: Alexandra, Allegra, Benjamin e Nicholas (que morreu de overdose de drogas em 1994). Os pais de Curtis se divorciaram em 1962. Ela afirmou que, após o divórcio, seu pai "não esteve por perto". Após a morte de seu pai, ela soube que ela e seus irmãos foram todos cortados de seu testamento.
Sua mãe se casou com o corretor da bolsa Robert Brandt, que ajudou a criá-la. Curtis frequentou a Harvard-Westlake School e a Beverly Hills High School em Los Angeles, e se formou em 1976. Ela estudou direito na University of the Pacific em Stockton, Califórnia, mas desistiu após um semestre para seguir a carreira de atriz.

## Carreira

### 1977–1982: Estreia na televisão eHalloween
Curtis fez sua estreia na televisão em um episódio da série dramática Quincy, ME, em 1977, e no mesmo ano, estrelou a primeira temporada da série Operation Petticoat (1977–1978), como a tenente-enfermeira Barbara Duran.
Sua estreia no cinema ocorreu em 1978, aos 20 anos, no filme de terror Halloween - A Noite do Terror de John Carpenter, no qual ela desempenhou o papel de Laurie Strode. O longa acabou virando o filme independente de maior bilheteria de sua época, sendo aclamado pela critica e público, e se tornou um clássico do terror. Após o sucesso de Halloween, Curtis estrelou vários filmes de terror, o que lhe rendeu a reputação de "rainha do grito". Seu próximo filme foi The Fog, também dirigido por Carpenter, que estreou em fevereiro de 1980, com críticas mistas, mas sendo um sucesso de bilheteria. Já o filme Prom Night, lançado em julho de 1980, recebeu críticas negativas, e foi bastante comparado a Halloween. Naquele ano, Curtis ainda estrelou Terror Train, que estreou em outubro e recebeu críticas negativas semelhantes as de Prom Night.
Em 1981, ela atuou no filme de suspense australiano Roadgames, que embora tenha sido um fracasso de bilheteria, alcançou o status de cult. No mesmo ano, Curtis reprisou seu papel de Laurie Strode em Halloween II.

### 1983–1989: Personagens na Comédia

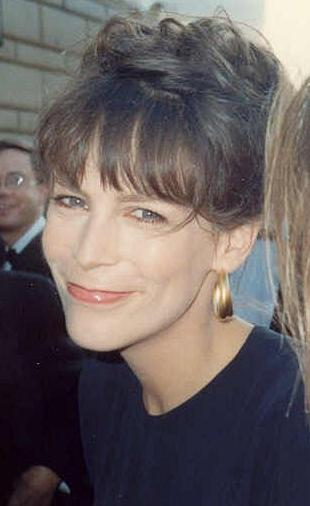
Curtis no Emmy Awards de 1989.

Em 1983, o papel de uma prostituta de bom coração na comédia Trading Places, ajudou Curtis a se livrar de sua imagem de "mocinha" de filmes de terror. O filme foi um grande sucesso crítico e comercial e lhe rendeu um prêmio BAFTA de Melhor Atriz Coadjuvante. O diretor do longa revelou que o estúdio originalmente se opôs à escalação de Curtis, pois ela estava muito associada a filmes de terror. No ano seguinte, Curtis apareceu no filme de drama romântico Love Letters e na comédia dramática Grandview, U.S.A.. 
Em 1985, Curtis estrelou ao lado de John Travolta, o filme Perfect, como uma instrutora de exercícios, o que lhe rendeu a reputação de símbolo sexual. Embora o filme tenha sido um fracasso critico e comercial, ganhou status de cult, e o diretor Quentin Tarantino, revelou gostar do filme, em uma entrevista à revista Rolling Stone em 1994. Em 1986, ela atuou ao lado de Bette Davis no filme da HBO As Summers Die. Em 1988, ela então estrelou a comédia A Fish Called Wanda, que consagrou Curtis como uma atriz cômica. Por sua atuação, ela foi indicada ao Prêmio BAFTA de Melhor Atriz em Papel Principal e ao Globo de Ouro de Melhor Atriz - Comédia ou Musical.  No mesmo ano, Curtis estrelou o filme Dominick e Eugene.
Seu primeiro papel principal na televisão foi na série de comédia Anything but Love (1989-1992), que durou quatro temporadas. Por sua atuação como Hannah Miller, ela ganhou um Globo de Ouro de Melhor Atriz - Série de Televisão Musical ou Comédia e um  People's Choice Awards.  Ainda em 1989, ela recebeu críticas positivas por sua atuação no thriller de ação Blue Steel.

### 1990–1999:True Liese sucesso contínuo
Em 1991, ela atuou em My Girl, novamente ao lado de Dan Aykroyd, seu colega de Trading Places. O filme foi um grande sucesso comercial e ganhou uma sequência, My Girl 2, em 1994. Em 1992, Curtis estrelou ao lado de Mel Gibson no filme de fantasia romântica Forever Young, e também fez parte do júri do Festival de Cannes. No ano seguinte, ela apareceu no thriller psicológico Mother's Boys. 
Em 1994, Curtis estrelou ao lado de Arnold Schwarzenegger o filme de ação e comédia True Lies, dirigido por James Cameron. O filme foi um sucesso, tornando-se o terceiro filme de maior bilheteria de 1994. Sua atuação lhe rendeu um Globo de Ouro, e sua primeira indicação ao Screen Actors Guild Award. Ela ganhou outra indicação ao Globo de Ouro por seu trabalho no telefilme da TNT, The Heidi Chronicles (1995). Em 1996, Curtis estrelou o filme de comédia familiar House Arrest. Em 1997, ela estrelou o filme Fierce Creatures, ao lado de seus três colegas de elenco de A Fish Called Wanda.
Em 1998, ela estrelou o telefilme da CBS Nicholas' Gift, pelo qual recebeu uma indicação ao Emmy Award, e reprisou seu papel de Laurie Strode pela terceira vez em Halloween H20: 20 Years Later. No mesmo ano, Curtis recebeu uma estrela na Calçada da Fama de Hollywood. Em 1999, ela estrelou o filme de terror e ficção científica Virus, que foi um fracasso comercial e de crítica, e alguns anos mais tarde, ela declarou se arrepender de ter feito.

### 2000–2009:Freaky Friday
Em 2000, Curtis foi homenageada com o prêmio Hasty Pudding Woman of the Year, e atuou no filme de comédia policial Drowning Mona, ao lado de Danny DeVito e Bette Midler. No ano seguinte, ela estrelou o filme de espionagem The Tailor of Panama, atuou em Daddy and Them. Em 2002, ela volta a estrelar a franquia Halloween, em Halloween: Resurrection. Os críticos o consideraram um dos piores filmes da franquia, e também teve um desempenho abaixo do esperado nas bilheterias.
Em 2003, ela estrelou ao lado de Lindsay Lohan na comédia da Disney Freaky Friday. O filme foi um sucesso comercial e Curtis recebeu elogios por sua atuação, que lhe rendeu mais uma indicação ao Globo de Ouro de Melhor Atriz - Comédia ou Musical. No mesmo ano, ela também recebeu uma indicação ao Grammy de Melhor Álbum de Palavras Faladas para Crianças, pelo áudio do livro The Jamie Lee Curtis Audio Collection.
Em 2004, ela estrelou o filme de comédia de Natal Christmas with the Kranks, que recebeu críticas negativas, mas um sucesso de bilheteria. No ano seguinte, ela apareceu como ela mesma junto de seu colega de True Lies, Arnold Schwarzenegger, na comédia The Kid & I.  Em outubro de 2006, Curtis disse que daria um tempo na carreira para se concentrar em sua família. Ela voltou a atuar em 2007, no filme de animação live-action da Disney Beverly Hills Chihuahua.

### 2010–2019: Séries de Tv e Retorno aos Cinemas

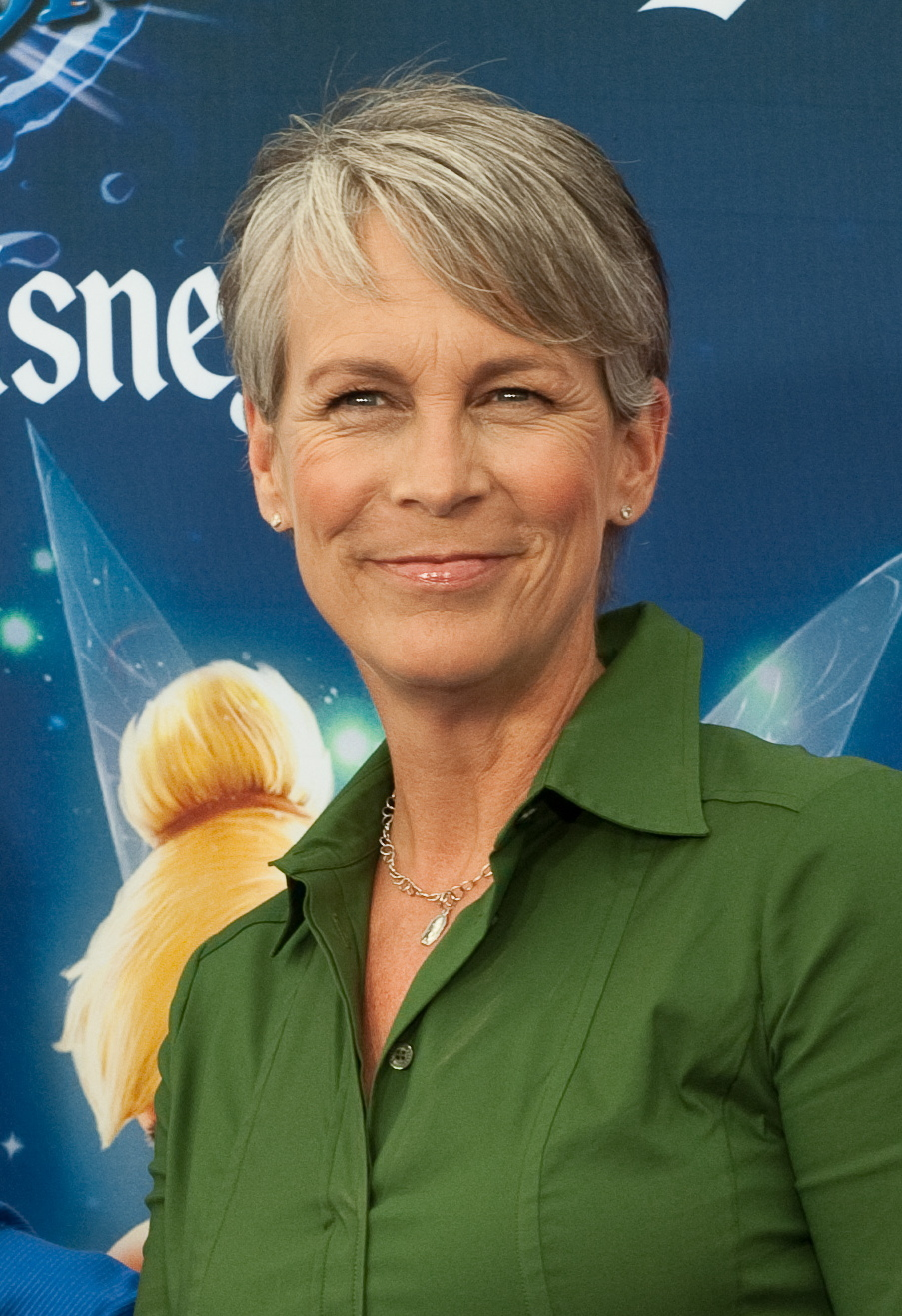
Curtis no Disney California Adventure Park, em junho de 2010.

Em 2010, Curtis estrelou a comédia You Again, ao lado de Kristen Bell e Sigourney Weaver. Ela também dublou os filmes de animação The Little Engine That Could (2011) e a versão em inglês de From Up on Poppy Hill (2013). 
Em 2012, ela apareceu em cinco episódios da série NCIS, interpretando a Dra. Samantha Ryan, um potencial interesse romântico do Agente Especial Gibbs (Mark Harmon, seu par romântico no filme Freaky Friday). Em 2014, participou do filme Veronica Mars, e no ano seguinte do filme de drama biográfico Spare Parts. Em 2016, a IndieWire a nomeou uma das melhores atrizes que nunca recebeu uma indicação ao Oscar.
De 2012 a 2018, Curtis teve um papel recorrente como Joan Day, a mãe do personagem de Zooey Deschanel, na série New Girl. De 2015 a 2016, Curtis teve um papel principal como Cathy Munsch, na série de comédia de terror satírica da Fox, Scream Queens , que foi ao ar por duas temporadas. Em em um episódio da série, ela fez uma homenagem a sua mãe, recriando a cena clássica do chuveiro no filme Psycho. Por sua atuação na primeira temporada, Curtis foi indicada ao Globo de Ouro de Melhor Atriz - Série de Televisão Musical ou Comédia e ao People's Choice Award de Atriz Favorita em uma Nova Série de TV.
Em 2018, Curtis voltou a interpretar Laurie Strode na sequência do filme de terror Halloween, que se tornou a maior bilheteria doméstica da franquia apenas com seu fim de semana de estreia. Também foi a melhor estréia de todos os tempos para um filme estrelado por uma atriz principal com mais de 55 anos.
Em 2019, Curtis estrelou o filme de mistério Knives Out, como Linda Drysdale-Thrombrey, a filha mais velha do romancista Harlan Thrombey (Christopher Plummer). O longa recebeu críticas positivas e foi um sucesso comercial, sendo escolhido pelo National Board of Review e pela revista Time, como um dos dez melhores filmes de 2019.

### 2020–2022: Indicação e Vitória no Oscar
Em setembro de 2021, ela foi homenageada com o Leão de Ouro no Festival de Cinema de Veneza, por suas realizações ao longo da vida. Curtis novamente reprisou seu papel como Laurie Strode nas sequências de terror Halloween Kills, que foi lançado em outubro de 2021, e em Halloween Ends, que foi lançado em outubro de 2022. Sua atuação em cada filme lhe rendeu indicações ao People's Choice Award de Estrela de Cinema Dramático. Curtis revelou que Halloween Ends será sua última vez interpretando Laurie Strode. Ela também foi homenageada com uma cerimônia no Grauman's Chinese Theatre em 12 de outubro de 2022, e seus amigos próximos Melanie Griffith e Arnold Schwarzenegger, a homenagearam com discursos na cerimônia.
Em 2022, ela atuou no filme de ação e comédia dramática Everything Everywhere All at Once, como a perspicaz inspetora do Internal Revenue Service (IRS) Deirdre Beaubeirdre. Sua performance foi aclamada pela critica, e lhe rendeu sua primeira  indicação ao Oscar, e mais indicações ao BAFTA, Critics' Choice Awards, Globo de Ouro, Independent Spirit Award e Screen Actors Guild Award de Melhor Atriz Coadjuvante. Em 2023, Curtis venceu o Oscar de Melhor Atriz Coadjuvante, e também ganhou um SAG Award, marcando sua primeira vez ganhando os dois.

### 2023–presente:The BeareFreakier Friday
Em 2023, Curtis estrelou como convidada na segunda temporada da série de comédia dramática The Bear, como a matriarca alcoólatra Donna Berzatto. Ela se ofereceu para atuar na série depois de assistir à primeira temporada. Curtis recebeu ampla aclamação da crítica e ganhou o Emmy Awards de Melhor Atriz Convidada em Série de Comédia. No mesmo ano, ela atuou como Madame Leota no filme da Disney Haunted Mansion, que foi lançado em 28 de julho.
Em 2024, Curtis foi homenageada pela The Walt Disney Company, recebendo um "Disney Legends Awards", sendo introduzida pelas atrizes Lindsay Lohan e Jodie Foster. Ela também interpretou a Dra. Patricia Tannis no filme Borderlands, que adapta a série de videogame de mesmo nome. No mesmo ano, Curtis começou a filmar ao lado de Lindsay Lohan, uma sequência da comédia Freaky Friday, intitulada Freakier Friday, com lançamento previsto para 8 de agosto de 2025. Ela também atuou no filme de Gia Coppola, The Last Showgirl, e foi escalada para o filme de James L. Brooks Ella McCay e o filme de Paul Greengrass, The Lost Bus.

## Vida Pessoal
Curtis se casou com o cineasta britânico-americano Christopher Guest, em 18 de dezembro de 1984, com quem adotou duas filhas: Annie (1986) e Ruby (1996). Através do marido, que se tornou o quinto Barão Haden-Guest, fazendo de Curtis uma baronesa denominada Lady Haden-Guest, mas ela rejeita o título dizendo "não combina comigo". Antes de seu casamento com Guest, Curtis namorou o cantor de rock britânico Adam Ant.
Curtis é madrinha do ator Jake Gyllenhaal. Ela é fã de videogames, em especial do jogo World of Warcraft, e do mangá One Piece, e usou disfarces que lhe permitiram comparecer à Comic-Con, EVO  e BlizzCon.
Curtis já foi alcoólatra e viciada em analgésicos, vicio que começou após um procedimento cirúrgico estético. Ela decidiu ficar sóbria em 1999. Ela considera sua recuperação "a maior conquista de sua vida". Ela também se tornou diretora do National Center on Addiction & Substance Abuse., e desde 2003, está envolvida com a "Women in Recovery", uma organização sem fins lucrativos sediada em Venice, Califórnia, que oferece um programa de reabilitação de doze etapas para mulheres necessitadas.

## Filmografia

### Cinema
| Ano  | Título                                                       | Papel                       | Notas                      |
| ---- | ------------------------------------------------------------ | --------------------------- | -------------------------- |
| 1978 | Halloween                                                    | Laurie Strode               |                            |
| 1980 | The Fog                                                      | Elizabeth Solley            |                            |
| 1980 | Prom Night                                                   | Kim Hammond                 |                            |
| 1980 | Terror Train                                                 | Alana Maxwell               |                            |
| 1981 | Roadgames                                                    | Pamela "Hitch" Rushworth    |                            |
| 1981 | Halloween II                                                 | Laurie Strode               |                            |
| 1982 | Halloween III: Season of the Witch                           | Telefonista                 | Apenas voz, não creditada  |
| 1982 | Coming Soon                                                  | Narradora                   | Documentário               |
| 1983 | Trading Places                                               | Ophelia                     |                            |
| 1984 | Love Letters                                                 | Anna Winter                 |                            |
| 1984 | Grandview, U.S.A.                                            | Michelle "Mike" Cody        |                            |
| 1984 | The Adventures of Buckaroo Banzai Across the 8th Dimension   | Sandra Banzai               |                            |
| 1985 | Perfect                                                      | Jessie Wilson               |                            |
| 1987 | Un homme amoureux                                            | Susan Elliot                |                            |
| 1987 | Amazing Grace and Chuck                                      | Lynn Taylor                 |                            |
| 1988 | Dominick and Eugene                                          | Jennifer Reston             |                            |
| 1988 | A Fish Called Wanda                                          | Wanda Gershwitz             |                            |
| 1990 | Blue Steel                                                   | Megan Turner                |                            |
| 1991 | Queens Logic                                                 | Grace                       |                            |
| 1991 | My Girl                                                      | Shelly DeVoto               |                            |
| 1992 | Forever Young                                                | Claire Cooper               |                            |
| 1993 | Mother's Boys                                                | Judith "Jude" Madigan       |                            |
| 1994 | My Girl 2                                                    | Shelly DeVoto Sultenfuss    |                            |
| 1994 | True Lies                                                    | Helen Tasker                |                            |
| 1996 | House Arrest                                                 | Janet Beindorf              |                            |
| 1997 | Fierce Creatures                                             | Willa Weston                |                            |
| 1998 | Homegrown                                                    | Sierra Kahan                |                            |
| 1998 | Halloween H20: 20 Years Later                                | Laurie Strode / Keri Tate   |                            |
| 1999 | Virus                                                        | Kelly Foster                |                            |
| 2000 | Drowning Mona                                                | Rona Mace                   |                            |
| 2001 | The Tailor of Panama                                         | Louisa Pendel               |                            |
| 2001 | Daddy and Them                                               | Elaine Bowen                |                            |
| 2001 | Rudolph the Red-Nosed Reindeer and the Island of Misfit Toys | Queen Camilla               | Apenas voz                 |
| 2002 | Halloween: Resurrection                                      | Laurie Strode               |                            |
| 2003 | Freaky Friday                                                | Tess Coleman / Anna Coleman |                            |
| 2004 | Christmas with the Kranks                                    | Nora Krank                  |                            |
| 2005 | The Kid & I                                                  | Herself                     |                            |
| 2008 | Beverly Hills Chihuahua                                      | Vivian Ashe                 |                            |
| 2010 | You Again                                                    | Gail Byer Olsen             |                            |
| 2011 | The Little Engine That Could                                 | Beverly "Bev"               | Apenas voz                 |
| 2012 | Kokuriko-zaka Kara                                           | Ryoko Matsuzaki             | Apenas voz; versão inglesa |
| 2014 | Veronica Mars                                                | Gayle Buckley               |                            |
| 2015 | Spare Parts                                                  | Principal Karen Lowry       |                            |
| 2018 | Halloween                                                    | Laurie Strode               | Também produtora executiva |
| 2018 | An Acceptable Loss                                           | Rachel Burke                |                            |
| 2019 | Knives Out                                                   | Linda Drysdale-Thrombrey    |                            |
| 2021 | Halloween Kills                                              | Laurie Strode               | Também produtora executiva |
| 2022 | Everything Everywhere All at Once                            | Deirdre Beaubeirdre         |                            |
| 2022 | Halloween Ends                                               | Laurie Strode               | Também produtora executiva |
| 2023 | Haunted Mansion                                              | Madame Leota                |                            |
| 2024 | Borderlands                                                  | Dr. Patricia Tannis         |                            |
| 2024 | The Last Showgirl                                            | Annette                     | [ 79 ]                     |
| 2025 | Freakier Friday                                              | Tess Coleman                | Também produtora           |
| TBA  | Ella McCay                                                   |                             | [ 80 ]                     |
| TBA  | The Lost Bus                                                 |                             |                            |

### Televisão
| Ano       | Título                                            | Papel                       | Notas                                                          |
| --------- | ------------------------------------------------- | --------------------------- | -------------------------------------------------------------- |
| 1977      | Quincy, M.E.                                      | Girl in Dressing Room       | Episódio: "Visitors in Paradise"                               |
| 1977      | The Hardy Boys/Nancy Drew Mysteries               | Mary                        | Episódio: "Mystery of the Fallen Angels"                       |
| 1977      | Columbo                                           | Waitress                    | Episódio: "The Bye-Bye Sky High I.Q. Murder Case"              |
| 1977–1978 | Operation Petticoat                               | Enfermeira Barbara Duran    | Papel principal (temporada 1)                                  |
| 1978      | Charlie's Angels                                  | Linda Frey                  | Episódio: "Winning Is for Losers"                              |
| 1978      | The Love Boat                                     | Linda                       | Episódio "Till Death do us Part - Maybe / Locked Away / Chubs" |
| 1979      | Buck Rogers in the 25th Century                   | Jen Burton                  | Episódio: "Unchained Woman"                                    |
| 1980–1984 | Saturday Night Live                               | Apresentadora               | 3 episódios                                                    |
| 1981      | She's in the Army Now                             | Rita Jennings               | Telefilme                                                      |
| 1981      | Death of a Centerfold: The Dorothy Stratten Story | Dorothy Stratten            | Telefilme                                                      |
| 1982      | Callahan                                          | Rachel Bartlett             | Telefilme                                                      |
| 1982      | Money on the Side                                 | Michelle Jamison            | Telefilme                                                      |
| 1985      | Tall Tales & Legends                              | Annie Oakley                | Episódio: "Annie Oakley"                                       |
| 1986      | As Summers Die                                    | Whitsey Loftin              | Telefilme                                                      |
| 1989–1992 | Anything but Love                                 | Hannah Miller               | Papel principal                                                |
| 1995      | The Heidi Chronicles                              | Heidi Holland               | Telefilme                                                      |
| 1996      | The Drew Carey Show                               | Sioux                       | Episódio: "Playing a Unified Field"                            |
| 1998      | Nicholas' Gift                                    | Maggie Green                | Telefilme                                                      |
| 2000      | Pigs Next Door                                    | Clara                       | Apenas voz; Episódio: "Movin' On Up"                           |
| 2005      | A Home for the Holidays                           | Apresentadora               | Especial de Natal                                              |
| 2012      | NCIS                                              | Dra. Samantha Ryan          | Papel recorrente; 5 episódios                                  |
| 2012–2018 | New Girl                                          | Joan Day                    | Papel recorrente; 6 episódios                                  |
| 2014      | Only Human                                        | Evelyn Lang                 | Telefilme                                                      |
| 2015–2016 | Scream Queens                                     | Cathy Munsch                | Papel principal; Dirigiu o episódio: "Rapunzel, Rapunzel"      |
| 2019      | Guest Grumps                                      | Ela mesma                   | Episódio: "Playing Super Mario Party w/ Jamie Lee Curtis!"     |
| 2020      | Archer                                            | Agente Bruchstein/Peregrine | Apenas voz; 2 Episódios                                        |
| 2022      | Reno 911!                                         | Donna Fitzgibbons           | Episódio: "Bad Lieutenant Woman"                               |
| 2023-2024 | The Bear                                          | Donna Berzatto              | 3 Episódios                                                    |

## Prêmios e Indicações

#### Oscar
| Ano  | Categoria                | Trabalho                          | Resultado |
| ---- | ------------------------ | --------------------------------- | --------- |
| 2023 | Melhor Atriz Coadjuvante | Everything Everywhere All at Once | Venceu    |

#### Emmy Awards
| Ano  | Categoria                                  | Trabalho      | Resultado |
| ---- | ------------------------------------------ | ------------- | --------- |
| 1998 | Melhor Atriz em Minissérie ou Telefilme    | Nicolas' Gift | Indicado  |
| 2024 | Melhor Atriz Convidada em Série de Comédia | The Bear      | Venceu    |

#### Globo de Ouro
| Ano  | Categoria                                   | Trabalho                          | Resultado |
| ---- | ------------------------------------------- | --------------------------------- | --------- |
| 1989 | Melhor Atriz em Cinema - Comédia ou Musical | A Fish Called Wanda               | Indicado  |
| 1990 | Melhor Atriz em Série de Comédia ou Musical | Anything But Love                 | Venceu    |
| 1992 | Melhor Atriz em Série de Comédia ou Musical | Anything But Love                 | Indicado  |
| 1995 | Melhor Atriz em Cinema - Comédia ou Musical | True Lies                         | Venceu    |
| 1996 | Melhor Atriz em Minissérie ou Telefilme     | The Heidi Chronicles              | Indicado  |
| 2004 | Melhor Atriz em Cinema - Comédia ou Musical | Freaky Friday                     | Indicado  |
| 2016 | Melhor Atriz em Série de Comédia ou Musical | Scream Queens                     | Indicado  |
| 2023 | Melhor Atriz Coadjuvante em Cinema          | Everything Everywhere All at Once | Indicado  |

#### BAFTA
| Ano  | Categoria                | Trabalho                          | Resultado |
| ---- | ------------------------ | --------------------------------- | --------- |
| 1984 | Melhor Atriz Coadjuvante | Trading Places                    | Venceu    |
| 1989 | Melhor Atriz             | A Fish Called Wanda               | Indicado  |
| 2023 | Melhor Atriz Coadjuvante | Everything Everywhere All at Once | Indicado  |
| 2025 | Melhor Atriz Coadjuvante | The Last Showgirl                 | Indicado  |

#### Grammy Awards
| Ano  | Categoria                         | Trabalho                              | Resultado |
| ---- | --------------------------------- | ------------------------------------- | --------- |
| 2003 | Melhor Álbum Falado para Crianças | The Jamie Lee Curtis Audio Collection | Indicado  |

#### SAG Awards
| Ano  | Categoria                | Trabalho                          | Resultado |
| ---- | ------------------------ | --------------------------------- | --------- |
| 1995 | Melhor Atriz Coadjuvante | True Lies                         | Indicado  |
| 2023 | Melhor Atriz Coadjuvante | Everything Everywhere All at Once | Venceu    |
| 2023 | Melhor Elenco em Cinema  | Everything Everywhere All at Once | Venceu    |
| 2025 | Melhor Atriz Coadjuvante | The Last Showgirl                 | Indicado  |

#### Independent Spirit Awards
| Ano  | Categoria                      | Trabalho                          | Resultado |
| ---- | ------------------------------ | --------------------------------- | --------- |
| 2023 | Melhor Performance Coadjuvante | Everything Everywhere All at Once | Indicado  |

#### Critics' Choice Movie Awards
| Ano  | Categoria                | Trabalho                          | Resultado |
| ---- | ------------------------ | --------------------------------- | --------- |
| 2020 | Melhor Elenco            | Knives Out                        | Indicado  |
| 2023 | Melhor Elenco            | Everything Everywhere All at Once | Indicado  |
| 2023 | Melhor Atriz Coadjuvante | Everything Everywhere All at Once | Indicado  |